# Selfridges Group
Selfridges Group is een Britse onderneming, waaronder diverse luxe warenhuisketens vallen. De eigenaar van de groep is de Thaise Central Group en het Oostenrijkse Signa, die in december 2021 de groep overnamen van het Canadese Wittington Investments, de investeringsmaatschappij van de familie Weston.
In 2024 telt de Group 18 winkels verdeeld over vier ketens:
Tot de groep behoren:
- De Bijenkorf warenhuizen in Nederland. Deze werden in 2010 overgenomen voor een onbekend bedrag.[2]
- Selfridges warenhuizen in Groot-Brittannië. Deze werden in 2003 overgenomen voor een bedrag van 628 miljoen Britse pond.[3]
- Brown Thomas warenhuizen in Ierland. Nadat in 1971 een aandeel werd genomen in het Ierse warenhuis werd het in 1983 in zijn geheel overgenomen.[4]
- Arnotts warenhuis in Dublin, Ierland. Dit warenhuis werd in 2015 overgenomen.[5]